# György Márkus
György Márkus (ur. 13 kwietnia 1934 w Budapeszcie, zm. 5 października 2016) – węgierski filozof, uczeń Györgya Lukácsa i członek "Szkoły budapeszteńskiej" w obrębie myśli marksistowskiej.

## Życiorys
Ukończył studia filozoficzne na Uniwersytecie im. Łomonosowa w Moskwie w 1957 roku. Z powodów ideologicznych został w 1973 roku odsunięty od nauczania na uniwersytetach na Węgrzech, a w 1977 wyemigrował do Australii, gdzie od 1978 nauczał na Uniwersytecie Sydney. W wyniku politycznej liberalizacji i restauracji kapitalizmu na Węgrzech Márkus wrócił do kraju, gdzie regularnie wykładał na tamtejszych uczelniach, pozostając w Sydney na funkcji profesora wizytującego.
Jego żoną była polska socjolog dr Maria Markus, wykładowczyni na Uniwersytecie Nowej Południowej Walii.